# Анноновые
Анно́новые, или Ано́новые (лат. Annonaceae) — семейство двудольных цветковых растений, входящее в порядок Магнолиецветные.

## Распространение и экология
Представители семейства встречаются в основном в тропических странах Азии, Африки, Америки и Австралии, но несколько видов растут в зоне умеренного климата.
На территории России и сопередельных стран ископаемом состоянии остатки анноновых найдены:
- Annona dsunsensis Palib. — в третичных отложениях в Западном Закавказье (Годерский перевал, плиоцен);
- Annona sackalinensis Kryst. — в третичных отложениях на Сахалине нижне-дуйская свита (Пильво, эоцен).

## Ботаническое описание
Большинство анноновых — листопадные или вечнозелёные деревья и кустарники, но встречаются среди них и древовидные лианы.
Листорасположение спиральное. Листья простые, цельные с перистым жилкованием и опадающими прилистниками.
Цветки одиночные, в пазухах листьев, обоеполые, реже разнополые, с тяжёлым запахом. Околоцветник из 9 листочков (в 3 кругах по три), из которых 3 наружных зеленоватые, меньше внутренних, опадающие, 6 внутренних венчиковидные. Тычинки многочисленные, спирально расположенные; пыльники двугнёздные, вскрывающиеся продольно, прикреплённые к усечённому, широкому связнику; гинецей из 3—15 свободных (реже сросшихся) плодолистиков, каждый с 3—20 прямыми или пониклыми семяпочками.
Плоды — азимина. Сборные, из нескольких костянок. Семена с морщинистым эндоспермом и маленьким зародышем.

## Роды
Семейство насчитывает 128 родов:
| - Afroguatteria Boutique - Alphonsea Hook.f. & Thomson - Ambavia Le Thomas - Anaxagorea A.St.-Hil. - Annickia Setten & Maas - Annona L. — Аннона - Anomianthus Zoll. - Anonidium Engl. & Diels - Artabotrys R.Br. — Артаботрис - Asimina Adans. — Азимина - Asteranthe Engl. & Diels - Balonga Le Thomas - Bocagea A.St.-Hil. - Bocageopsis R.E.Fr. - Boutiquea Le Thomas - Cananga (DC.) Hook.f. & Thomson — Иланг-иланг - Cardiopetalum Schltdl. - Cleistochlamys Oliv. - Cleistopetalum H.Okada - Cleistopholis Pierre ex Engl. - Craibella R.M.K.Saunders et al. - Cremastosperma R.E.Fr. - Cyathocalyx Champ. ex Hook.f. & Thomson - Cyathostemma Griff. - Cymbopetalum Benth. - Dasoclema J.Sinclair - Dasymaschalon (Hook.f. & Thomson) Dalla Torre & Harms - Deeringothamnus Small - Dendrokingstonia Rauschert - Desmopsis Saff. - Desmos Lour. - Diclinanona Diels - Dielsiothamnus R.E.Fr. — Дильсиотамнус - Disepalum Hook.f. - Duckeanthus R.E.Fr. - Duguetia A.St.-Hil. - Ellipeia Hook.f. & Thomson - Ellipeiopsis R.E.Fr. - Enicosanthum Becc. - Ephedranthus S.Moore - Exellia Boutique | - Fissistigma Griff. - Fitzalania F.Muell. - Friesodielsia Steenis - Froesiodendron R.E.Fr. - Fusaea (Baill.) Saff. - Gilbertiella Boutique - Goniothalamus (Blume) Hook.f. & Thomson - Greenwayodendron Verdc. - Guatteria Ruiz & Pav. - Guatteriella R.E.Fr. - Guatteriopsis R.E.Fr. - Haplostichanthus F.Muell. - Heteropetalum Benth. - Hexalobus A.DC. - Hornschuchia Nees - Isolona Engl. - Klarobelia Chatrou - Letestudoxa Pellegr. - Lettowianthus Diels - Maasia Mols et al. - Malmea R.E.Fr. - Marsypopetalum Scheff. - Meiocarpidium Engl. & Diels - Meiogyne Miq. - Melodorum Lour. - Mezzettia Becc. - Miliusa Lesch. ex A.DC. - Mischogyne Exell - Mitrella Miq. - Mitrephora (Blume) Hook.f. & Thomson - Mkilua Verdc. - Monanthotaxis Baill. - Monocarpia Miq. - Monocyclanthus Keay - Monodora Dunal — Монодора - Mosannona Chatrou - Mwasumbia Couvreur & D.M.Johnson - Neo-uvaria Airy Shaw - Neostenanthera Exell - Onychopetalum R.E.Fr. | - Ophrypetalum Diels - Oreomitra Diels - Orophea Blume - Oxandra A.Rich. - Papualthia Diels - Phaeanthus Hook.f. & Thomson - Phoenicanthus Alston - Piptostigma Oliv. - Platymitra Boerl. - Polyalthia Blume - Polyceratocarpus Engl. & Diels - Popowia Endl. - Porcelia Ruiz & Pav. - Pseudartabotrys Pellegr. - Pseudephedranthus Aristeg. - Pseudomalmea Chatrou - Pseudoxandra R.E.Fr. - Pseuduvaria Miq. - Pyramidanthe Miq. - Rauwenhoffia Scheff. - Ruizodendron R.E.Fr. - Sageraea Dalzell - Sanrafaelia Verdc. - Sapranthus Seem. - Schefferomitra Diels - Sphaerocoryne (Boerl.) Ridl. - Stelechocarpus Hook.f. & Thomson - Stenanona Standl. - Tetrameranthus R.E.Fr. - Toussaintia Boutique - Tridimeris Baill. - Trigynaea Schltdl. - Trivalvaria (Miq.) Miq. - Unonopsis R.E.Fr. - Uvaria L. — Увария - Uvariastrum Engl. - Uvariodendron (Engl. & Diels) R.E.Fr. - Uvariopsis Engl. - Woodiellantha Rauschert - Xylopia L. |